# Garagepop
Garagepop er benævnelsen for rockmusik, der har en kantet og rå lyd, men som samtidig lægger vægt på harmoniske kompositioner og fængende omkvæd. Garagepop læner sig op ad den anden genre garage punk, der kom frem i 1980'erne med bands som f.eks. Chesterfield Kings, Nomads og Mono Men. 
Garagepop adskiller sig fra garage punk ved at være mindre tung eller med samme guitardominans. De værker der kan sidestilles med garagepop, er det amerikanske band Weezer, hvis album Pinkerton netop er kendetegnet ved en skramlet produktion og instrumentel "skødesløshed". Af andre "garagepoppere" kan nævnes det britiske band Cock Sparrer, samt de amerikanske punk-rockere The Ramones og indie-bandet The Pixies.

Garagepop minder om – men må dog ikke forveksles med – skaterpunk. Skaterpunk lægger som garagepop vægt på de melodiske aspekter og den rockede attitude, men musikken inden for skaterpunk er væsentligt hurtigere, end garagepop.